# Isaac Seatile
Isaac Sejama Seatile (* 13. April 1973) ist ein ehemaliger lesothischer Sprinter.
Er trat bei den Olympischen Sommerspielen 1996 in Atlanta mit dem Team Mpho Morobe, Motlatsi Maseela und Makoekoe Mahanetsa in der 4 × 400-m-Staffel an.